# 16969 Helamuda
16969 Helamuda este un asteroid din centura principală de asteroizi.

## Descriere
16969 Helamuda este un asteroid din centura principală de asteroizi. A fost descoperit pe 29 octombrie 1998 la Observatorul Starkenburg din Heppenheim. Asteroidul prezintă o orbită caracterizată de o semiaxă mare de 3,24 ua, o excentricitate de 0,16 și o înclinație de 2,6° în raport cu ecliptica.